# Zoothera aurea
Zoothera aurea — вид птиц из семейства дроздовых. Ранее считался подвидом Zoothera dauma. Англоязычное название (White’s thrush) дано в честь английского орнитолога Гилберта Уайта. Видовой эпитет произведен от латинского aureus, «золотой».

## Распространение
Обитают в тайге, в основном в восточной части Палеарктики от Сибири до Маньчжурии, Кореи и Японии. Северные популяции мигрируют. Очень редко отмечают залёты этих птиц в Западную Европу.

## Описание
Длина тела 27-31 см. Самцы и самки выглядят одинаково. ело с черными чешуйками на бледно-белом или желтоватом фоне. Самая яркая идентификационная особенность заметна в полёте — чёрная полоса на белых подкрыльях, характерная для сибирского дрозда.

## Охранный статус
МСОП присвоил виду охранный статус LC.